# Omiš
Omiš (latin: Onaeum, italienska: Almissa) är en kuststad i landsdelen Dalmatien i södra Kroatien. Staden ligger i Split-Dalmatiens län vid Adriatiska havet och har 15 472 invånare. Floden Cetina mynnar ut i havet vid Omiš.